# Siedlów
Siedlów [pronunciación en polaco: /ˈɕedluf/] es un pueblo ubicado en el distrito administrativo de Gmina Żarnów, dentro del condado de Opoczno, Voivodato de Łódź, en el centro de Polonia. Se encuentra a unos 8 kilómetros al suroeste de Żarnów, a 25 kilómetros al suroeste de Opoczno, y a 79 kilómetros al sureste de la capital regional Łódź.